# Inor
Inor est une commune française située dans le département de la Meuse, en région Grand Est.

## Géographie

### Localisation
Inor est située sur la rive droite de la Meuse, dans le nord du département de la Meuse, à 6 km au nord de Stenay, le chef-lieu de canton, et à proximité du département des Ardennes.
Le territoire de la commune est limitrophe de six autres communes, dont une dans le département des Ardennes :
| Autréville-Saint-Lambert |                   | Malandry (dans les Ardennes) |
| Pouilly-sur-Meuse        | Inor              | Olizy-sur-Chiers             |
|                          | Luzy-Saint-Martin | Martincourt-sur-Meuse        |

### Hydrographie
La commune est dans le bassin versant de la Meuse au sein du bassin Rhin-Meuse. Elle est drainée par la Meuse, le canal de l'Est Branche-Nord et le ruisseau du Fond de Noue,.
La Meuse, d'une longueur de 486 km, est un fleuve européen qui prend sa source en France, dans la commune du Châtelet-sur-Meuse, à 409 mètres d'altitude, et se jette dans la mer du Nord après un cours long d'approximativement 950 kilomètres traversant la France, la Belgique et les Pays-Bas. Les caractéristiques hydrologiques de la Meuse sont données par la station hydrologique située sur la commune de Stenay. Le débit moyen mensuel est de 48,9 m3/s. Le débit moyen journalier maximum est de 584 m3/s, atteint lors de la crue du 13 avril 1983. Le débit instantané maximal est quant à lui de 604 m3/s, atteint le même jour.
Le canal de l'Est Branche-Nord, d'une longueur de 141 km, est un chenal et un cours d'eau naturel navigable qui relie Givet à Troussey, où il rejoint le canal de la Marne au Rhin. 

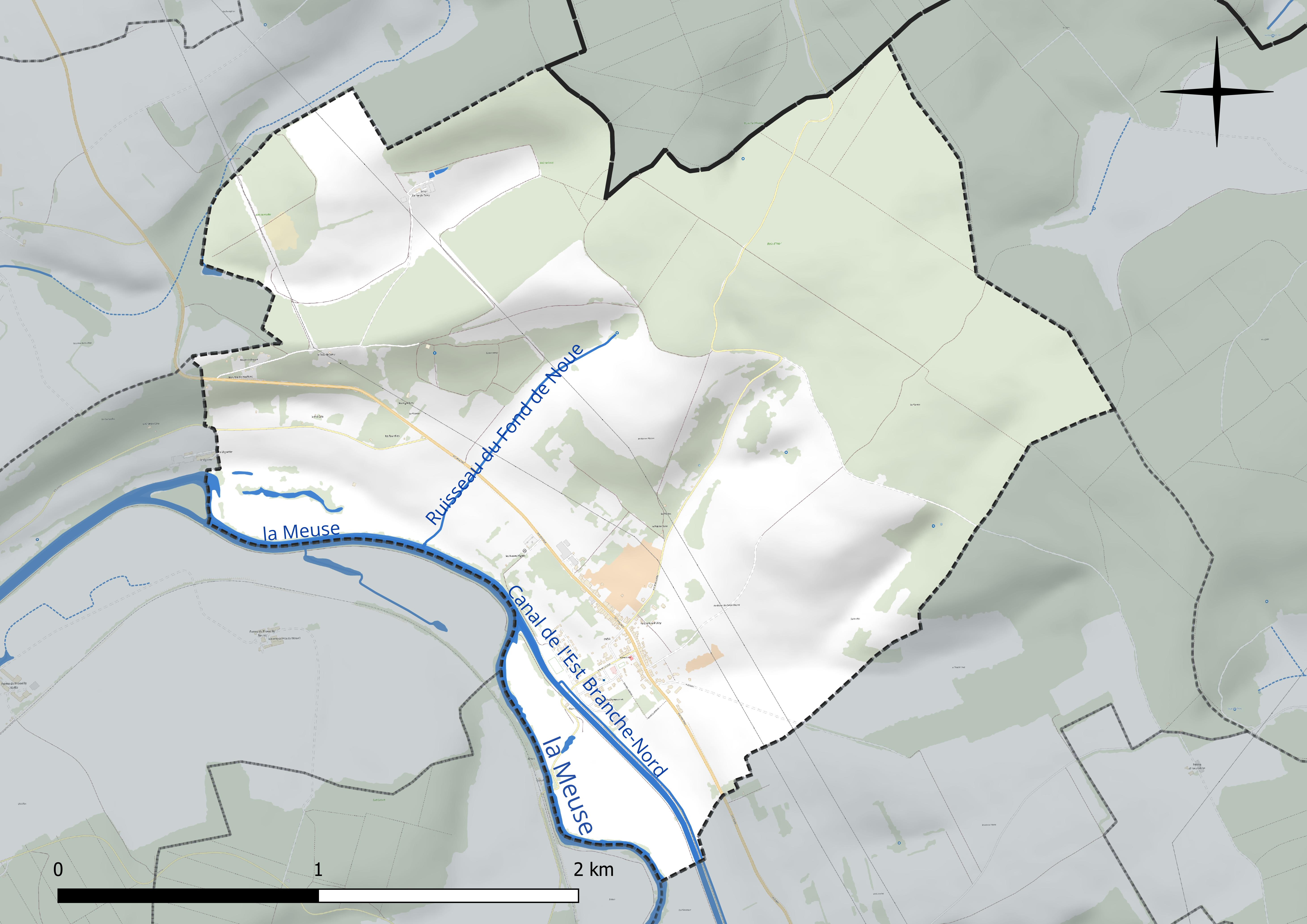
Réseau hydrographique d'Inor.

### Climat
Pour des articles plus généraux, voir Climat du Grand Est et Climat de la Meuse.
En 2010, le climat de la commune est de type climat de montagne, selon une étude du Centre national de la recherche scientifique s'appuyant sur une série de données couvrant la période 1971-2000. En 2020, Météo-France publie une typologie des climats de la France métropolitaine dans laquelle la commune est exposée à un climat océanique altéré et est dans la région climatique  Lorraine, plateau de Langres, Morvan, caractérisée par un hiver rude (1,5 °C), des vents modérés et des brouillards fréquents en automne et hiver. 
Pour la période 1971-2000, la température annuelle moyenne est de 9,7 °C, avec une amplitude thermique annuelle de 15,9 °C. Le cumul annuel moyen de précipitations est de 963 mm, avec 13,9 jours de précipitations en janvier et 9,6 jours en juillet. Pour la période 1991-2020, la température moyenne annuelle observée sur la station météorologique de Météo-France la plus proche, « Linay », sur la commune de Linay à 9 km à vol d'oiseau, est de 10,4 °C et le cumul annuel moyen de précipitations est de 969,0 mm. 
La température maximale relevée sur cette station est de 42 °C, atteinte le 25 juillet 2019 ; la température minimale est de −24 °C, atteinte le 9 janvier 1985,,. 
Les paramètres climatiques de la commune ont été estimés pour le milieu du siècle (2041-2070) selon différents scénarios d'émission de gaz à effet de serre à partir des nouvelles projections climatiques de référence DRIAS-2020. Ils sont consultables sur un site dédié publié par Météo-France en novembre 2022.

## Urbanisme

### Typologie
Au 1er janvier 2024, Inor est catégorisée commune rurale à habitat dispersé, selon la nouvelle grille communale de densité à sept niveaux définie par l'Insee en 2022.
Elle est située hors unité urbaine et hors attraction des villes,.

### Occupation des sols
L'occupation des sols de la commune, telle qu'elle ressort de la base de données européenne d’occupation biophysique des sols Corine Land Cover (CLC), est marquée par l'importance des territoires agricoles (51,3 % en 2018), en augmentation par rapport à 1990 (49,3 %). La répartition détaillée en 2018 est la suivante : 
forêts (43,9 %), terres arables (35,8 %), prairies (11,1 %), milieux à végétation arbustive et/ou herbacée (4,8 %), zones agricoles hétérogènes (4,4 %). L'évolution de l’occupation des sols de la commune et de ses infrastructures peut être observée sur les différentes représentations cartographiques du territoire : la carte de Cassini (XVIIIe siècle), la carte d'état-major (1820-1866) et les cartes ou photos aériennes de l'IGN pour la période actuelle (1950 à aujourd'hui).

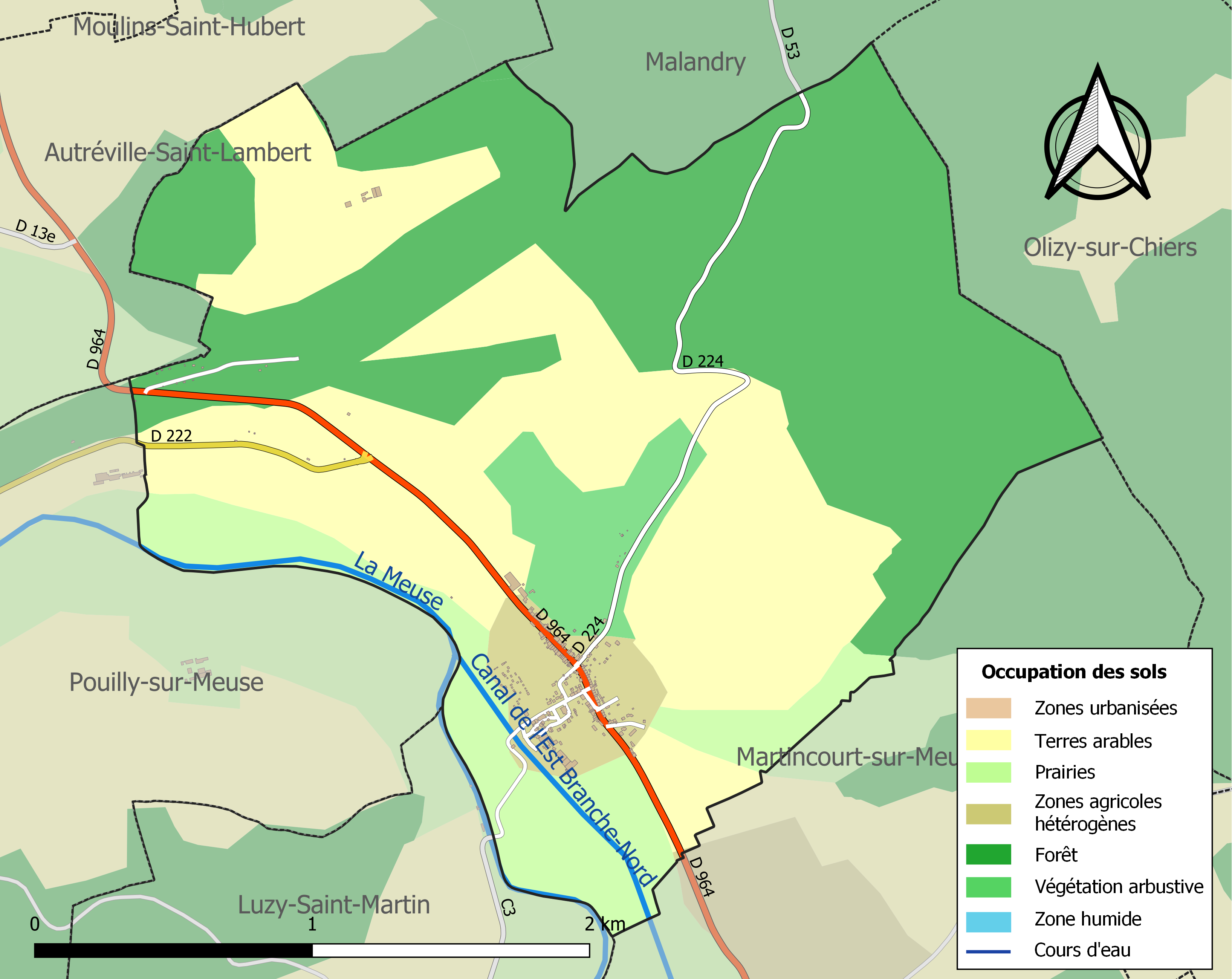
Carte des infrastructures et de l'occupation des sols de la commune en 2018 (CLC).

## Toponymie
Attestée sous les formes : de Horto en 1139, Inortum (1157) ; Inorum (1253) ; Ynor (1564) ; Inort (1591) ; Ino (1648) ; Inoi (1756) ; Inor (1793)[réf. nécessaire].
D'après Albert Dauzat et Charles Rostaing, ce toponyme provient probablement du mot latin Hortus : « jardin, maison de campagne » ; et de la préposition in : dans.

## Histoire
Elle était rattachée au diocèse de Trèves (archidiaconé de Longuyon, doy. d'Yvois).

## Politique et administration
| Période                                  | Période      | Identité         | Étiquette | Qualité |
| ---------------------------------------- | ------------ | ---------------- | --------- | ------- |
| Les données manquantes sont à compléter. |              |                  |           |         |
| mars 1977                                | 1983         | Jean Foucher     |           |         |
| avant 1995                               | ?            | Roger Seigneur   |           |         |
| mars 2001                                | mars 2014    | Claude Huard     |           |         |
| mars 2014                                | juillet 2017 | Xavier Lamarle   |           |         |
| juillet 2017                             | Mai 2020     | Hervé Hablot     |           |         |
| Mai 2020                                 | En cours     | Sébastien Gillet |           |         |

## Population et société

### Démographie

#### Évolution démographique
L'évolution du nombre d'habitants est connue à travers les recensements de la population effectués dans la commune depuis 1793. Pour les communes de moins de 10 000 habitants, une enquête de recensement portant sur toute la population est réalisée tous les cinq ans, les populations de référence des années intermédiaires étant quant à elles estimées par interpolation ou extrapolation. Pour la commune, le premier recensement exhaustif entrant dans le cadre du nouveau dispositif a été réalisé en 2007.

En 2022, la commune comptait 178 habitants, en évolution de −4,3 % par rapport à 2016 (Meuse : −4,4 %, France hors Mayotte : +2,11 %).
| 1793 | 1800 | 1806 | 1821 | 1831 | 1836 | 1841 | 1846 | 1851 |
| ---- | ---- | ---- | ---- | ---- | ---- | ---- | ---- | ---- |
| 531  | 549  | 634  | 636  | 690  | 709  | 728  | 686  | 657  |

| 1856 | 1861 | 1866 | 1872 | 1876 | 1881 | 1886 | 1891 | 1896 |
| ---- | ---- | ---- | ---- | ---- | ---- | ---- | ---- | ---- |
| 620  | 638  | 622  | 558  | 586  | 559  | 548  | 507  | 434  |

| 1901 | 1906 | 1911 | 1921 | 1926 | 1931 | 1936 | 1946 | 1954 |
| ---- | ---- | ---- | ---- | ---- | ---- | ---- | ---- | ---- |
| 404  | 385  | 377  | 348  | 336  | 319  | 314  | 208  | 220  |

| 1962 | 1968 | 1975 | 1982 | 1990 | 1999 | 2006 | 2007 | 2012 |
| ---- | ---- | ---- | ---- | ---- | ---- | ---- | ---- | ---- |
| 272  | 267  | 248  | 214  | 183  | 204  | 213  | 214  | 191  |

| 2017 | 2022 | - | - | - | - | - | - | - |
| ---- | ---- | - | - | - | - | - | - | - |
| 185  | 178  | - | - | - | - | - | - | - |

#### Pyramide des âges
En 2018, le taux de personnes d'un âge inférieur à 30 ans s'élève à 30,9 %, soit en dessous de la moyenne départementale (32,4 %). À l'inverse, le taux de personnes d'âge supérieur à 60 ans est de 33,0 % la même année, alors qu'il est de 29,6 % au niveau départemental.
En 2018, la commune comptait 85 hommes pour 98 femmes, soit un taux de 53,55 % de femmes, largement supérieur au taux départemental (50,49 %).
Les pyramides des âges de la commune et du département s'établissent comme suit.
| Hommes | Classe d’âge | Femmes |
| ------ | ------------ | ------ |
| 0,0    | 90 ou +      | 2,0    |
| 11,6   | 75-89 ans    | 10,1   |
| 25,6   | 60-74 ans    | 17,2   |
| 17,4   | 45-59 ans    | 20,2   |
| 17,4   | 30-44 ans    | 17,2   |
| 7,0    | 15-29 ans    | 15,2   |
| 20,9   | 0-14 ans     | 18,2   |

| Hommes | Classe d’âge | Femmes |
| ------ | ------------ | ------ |
| 0,8    | 90 ou +      | 2,2    |
| 7,6    | 75-89 ans    | 11     |
| 20,2   | 60-74 ans    | 20,5   |
| 20,6   | 45-59 ans    | 20     |
| 17,4   | 30-44 ans    | 16,8   |
| 16,7   | 15-29 ans    | 13,6   |
| 16,8   | 0-14 ans     | 15,8   |

## Culture locale et patrimoine

### Lieux et monuments
- Église Saint-Pierre, du XVIIIe siècle, endommagée en 1940, reconstruite en 1954 ; à droite du chœur, chapelle funéraire de la famille de Vassinhac d'Imécourt, édifiée en 1818, transformée en fonts baptismaux[26].
- Château d'Imécourt, du XVIIe siècle, détruit en mai 1940.

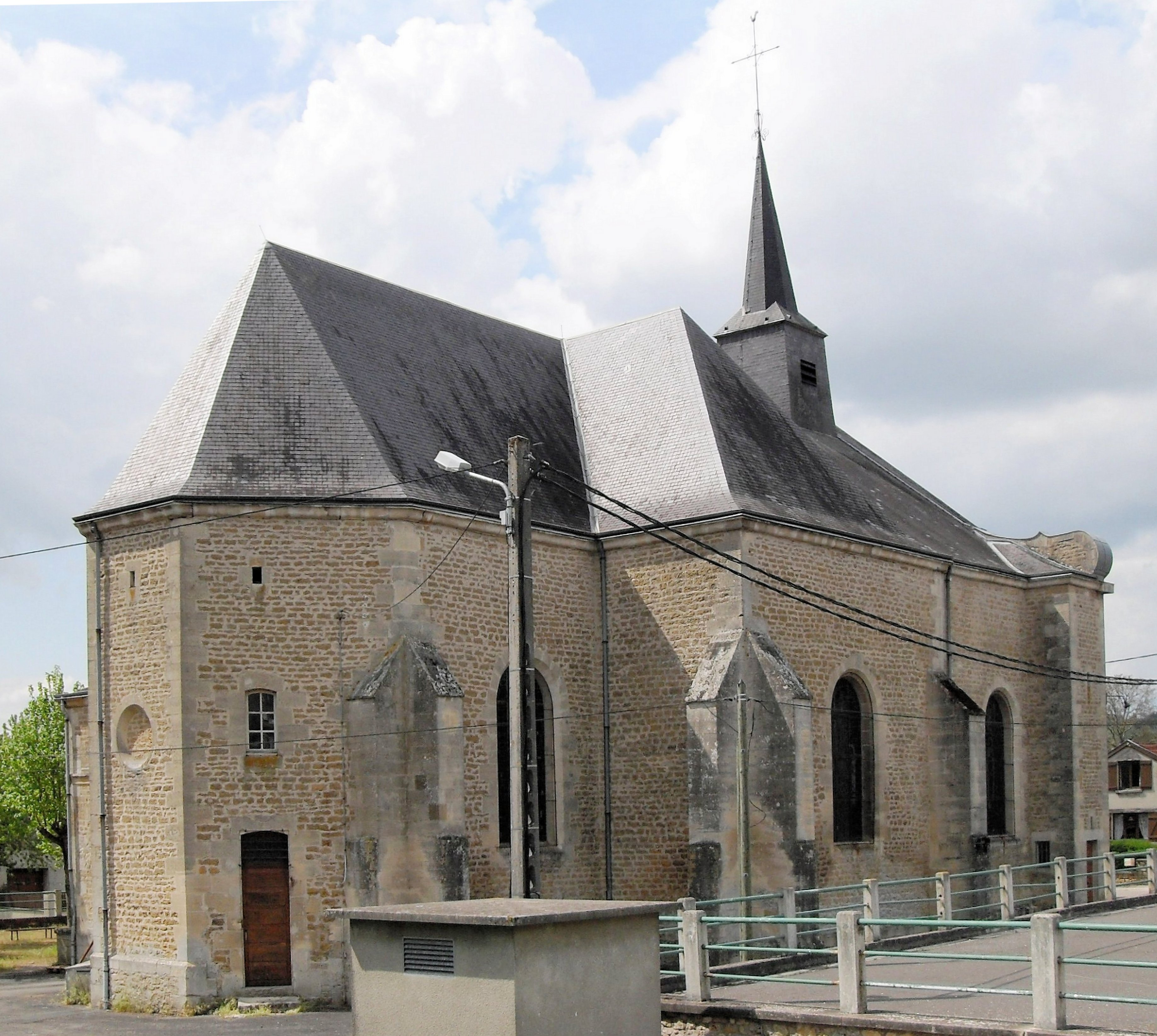
L'église Saint-Pierre.
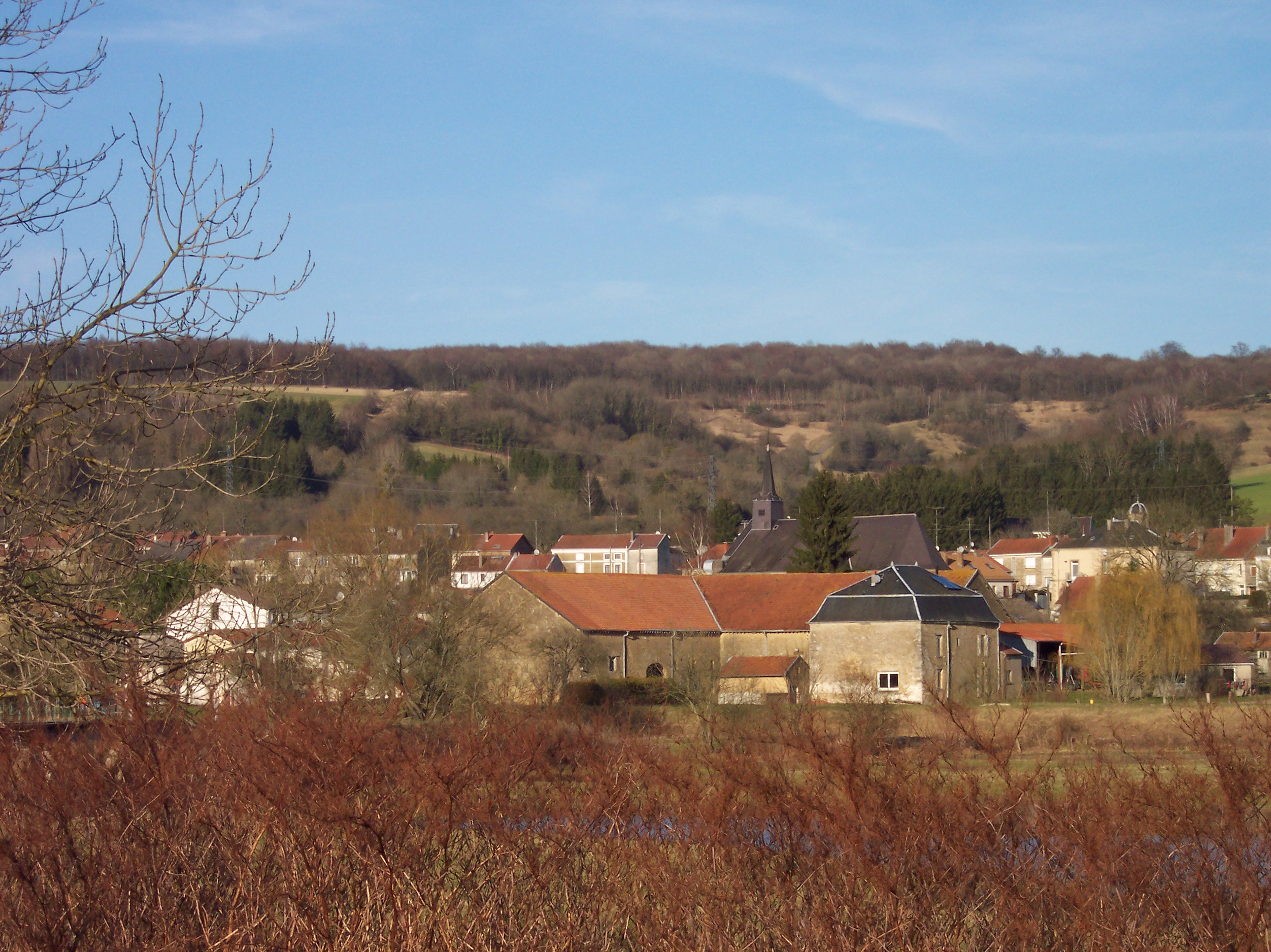
Vue sur le village d'Inor, depuis l'ancienne gare d'Inor

### Héraldique
| Blason de Inor | Blason  | Écartelé : au 1er d'or à une fraise de gueules aux akènes d'or et feuillée de sinople, au 2e d'azur à une fleur de lys d'or, au 3e d'azur à la cotice haussée d'argent accompagnée en pointe d'une doloire d'or, au 4e d'or à un coq hardi et chantant de gueules, allumé d'argent. Ornements extérieursCroix de guerre 1939-1945 |
| Blason de Inor | Détails | La fraise, fruit des jardins, évoque le toponyme Inor du village : Horto, Inortum, de hortus « jardin » en latin. La fleur de lys rappelle qu'à la fin de l'Ancien Régime, le village dépendait du Clermontois. Le 3e est tiré des armes de la famille de Vassinhac d'Imécourt, seigneur local à partir de 1653 et qui portait « d'azur à la bande cousue de sable remplie d'argent », auxquelles a été ajoutée une doloire, évoquant l'activité de tonnelier. Enfin, le coq est attribut de saint Pierre, patron de l'église locale. Création Robert A. Louis et Dominique Lacorde. Adoptée le 9 septembre 2020. |